# Skáhent
Skáhent (también skáhending minni) fue una forma métrica de composición, de las más antiguas en la poesía escáldica, que fue muy popular y propio de Islandia a partir del siglo XIV. Skáhent y ferskeytt se consideran variantes de la forma continental (Noruega) gamalstev.